# 三浦国宏
三浦 国宏（みうら くにひろ、1962年8月20日 - ）は、日本の元アマチュアボクシング選手。岩手県下閉伊郡岩泉町出身。ロサンゼルス・ソウルオリンピック日本代表。

## 経歴
岩手県立岩泉高等学校でボクシングを始め岩泉町出身でボクシング監督・佐々木達彦と教員住宅でマンツーマンで暮らし、2年の時にはインターハイベスト8、3年のインターハイで優勝。
卒業後、国鉄バス、岩泉農協に勤務して全日本社会人選手権優勝。
1983年、拓殖大学進学。沖縄で行われたアジア選手権ウェルター級で銅メダル獲得。
1984年、瀬川正義とともに岩手初のオリンピックボクシング代表としてロサンゼルスオリンピックに出場、初戦敗退。
1985年、全日本選手権ライトウェルター級で初優勝。
1986年、世界選手権初出場、2回戦でケネス・グールドに敗れる。同年のアジア大会で銅メダル獲得。
1987年、京都府の地方公務員となる。
1988年、2大会連続となるソウルオリンピック出場も、初戦敗退。
1990年、アジア大会で銀メダル獲得。
1992年、一度現役を引退し、翌年より京都外国語大学の監督に就任するが、1995年に京都で開かれた全日本社会人に限定復帰し、優勝を飾った。
2005年、東京で「ミウラスタジオ」を開設。山崎静代やアマチュア時代の高野人母美も指導した。

## 戦績・エピソード
- 246戦218勝28敗[3]
- 三浦国宏に「伝説の左フック」を教えたのは、拓殖大学の先輩であり宮古水産高校出身、現拓殖大学ボクシング部コーチの中洞監督。
- ボクシングで尊敬する選手は大場政夫。
- 膝が悪く高校1年生ときはマネージャーから始めた。
- 岩手県立岩泉高等学校の2つ上の先輩たちは、強豪揃いでその先輩のインターハイの対戦相手達は赤井英和や浜田剛史といった選手と戦っており、僅差の判定で敗れている。
- 当時の岩泉高校ボクシング監督の佐々木達彦は「モスキート級（ピン級）まで落としたら試合に出してやる」と冗談半分で言ったところ、三浦は真に受けて本当にモスキート級まで落とし監督やOB達を驚かせた。
- 岩泉町は元アマチュアとプロボクシングの選手でありピストン堀口の門下生であった元岩泉町長・八重樫協二と、監督・佐々木達彦がいたこともありボクシングの盛んな町であったので、日本一の環境でボクシングをすることができた。
- オリンピック代表でありプロでベルトを取った平仲明信には4勝しており、平仲が唯一アマチュアボクシングで勝てなかったのは、三浦国宏になる。
- モスクワオリンピック代表の副島保彦選手には2勝2敗。
- フェアプレー賞では、柔道の小川直也と相撲の千代の富士と共に表彰された。